# Jery Sandoval
Jery Sandoval (Barranquilla, Colòmbia, 18 de desembre de 1986) és una actriu, cantant i model. A Colòmbia és reconeguda pel seu rol de "María Reyes" a la telenovel·la colombiana "Los Reyes" i en el present actua com "Regina Corona" a la sèrie "Código Postal".

## Inicis
La seva història artística va començar als 12 anys; això era natural, ja que la seva família li havia inculcat sempre l'interès pel cant i la música. Va començar cantant en la tuna del seu col·legi i més endavant, quan tenia 12 anys, ja feia part d'un grup anomenat "Notes i Colors", en El Carmen de Bolivar, agrupacion era veu cantant de balades i música afroantillana. A més, amb el seu cosí Luis va formar una altra agrupació, amb la qual es va guanyar el primer lloc en un concurs d'intèrprets en Sincelejo.
Entre els 14 i 16 anys, Jery va viatjar constantment entre Barranquilla i Bogotà. Va conèixer a persones del món de la música que la van instar a gravar el seu primer disc de música dance. Va escriure diverses cançons entre elles: "Te Amo", "Cómo Dejarte" i "Mi Primer Dia sin Ti".
En el 2001, gràcies a l'agència de Julio Navarro i Iván Corredor va participar en Concurs "Chica Miércoles", quedant en segund lloc. Incursionó a la televisió treballant en el canal local Telebarranquilla en un programa anomenat Entre la Rubia y la Morena.

## En televisió
Als seus 16 anys, després d'haver acabat secundària al col·legi La Nuestra Señora del Carmen de Barranquilla, es va radicar a la capital colombiana juntament amb la seva mare per materialitzar el seu somni de ser cantant. Un dia va conèixer en un estudi de gravació a Iván Ramírez, qui li va proposar representar-la. Va acceptar, i poc temps després ell li va dir que assistís a un càsting per al protagonista de la telenovel·la Al Ritmo de tu Corazón, allà, va gravar 40 capítols. Quan els productors del Canal RCN la van veure en el projecte, van preferir guardar-la per a un altre que ja tenien al cap, Los Reyes. Per a aquest va presentar diversos càsting, primer com "Pilar", després com "Hilda", i després com "María". Jery es va preparar amb Rubén di Pietro, per a després d'un mes començar la gravacions d'aquesta producció.
Los Reyes es va convertir en èxit a la televisió colombiana aconseguint 43,6% de ràting (nivell comparable al de Yo Soy Betty, la Fea). Això es va traduir en jornades cada vegada més llargues i extenuants de gravació (dos capítols/dia) el que va provocar la defecció de diversos actors, entre ells Jery doncs, a part de les hores dedicades a la telenovel·la (7:00 a 22:00 o més) havia d'estar estudiant anglès a les 4:00.
El mes de març del 2006, va viatjar a Mèxic per presentar el càsting de la telenovel·la Código Postal, sent la primera colombiana a protagonitzar en Televisa – Mèxic, al costat de Verónica Castro. Allà va actuar com Regina Corona fins a octubre de 2006.

## Carrera musical
En febrer de 2007, es va radicar a Puerto Rico per començar la seva producció musical amb White Lion Records, sent el seu productor Elías de León, i ha viatjat entre Puerto Rico i Bogotà. Des de principis de 2008 es troba radicada a Miami acabat la seva producció musical amb la disquera Universal Music i estudiant anglès a la Universitat de Miami.